# Mesiotelus kulczynskii
Mesiotelus kulczynskii är en spindelart som beskrevs av Dmitry Evstratievich Kharitonov 1946. Mesiotelus kulczynskii ingår i släktet Mesiotelus och familjen månspindlar. Inga underarter finns listade i Catalogue of Life.